# Смит, Мортон
Мо́ртон Смит (англ. Morton Smith; 28 мая 1915, Филадельфия, Пенсильвания, США — 11 июля 1991, Нью-Йорк, США) — американский историк-антиковед, специалист по библеистике.

## Биография
Родился 28 мая 1915 года в Филадельфии.
Получил в 1936 году бакалавра гуманитарных наук в Гарвард-колледже и Гарвардской школе богословия.
Был священником Епископальной церкви и в 1940-х годах имел свой приход, однако, по неизвестным причинам, потерял веру.
В 1948 году получил доктора философии в Еврейском университете в Иерусалиме защитив диссертацию по теме «Параллели между Танахом и Евангелиями» (англ. Tannaitic Parallels to the Gospels).
В 1957 году получил доктора теологии (ThD) по теологии в Гарвардской школе богословия защитив диссертацию по теме «Иудаизм в Палестине I: к Маккавейской войне» (англ. Judaism in Palestine I: To the Maccabean Revolution).
В 1950—1955 годах — ассистент-профессор библейской литературы Брауновского университета.
В 1956—1957 годах — приглашённый профессор истории религий Университета Дрю.
В 1957—1990 годах преподавал в Колумбийском университете, где прошёл путь до профессора-эмерита истории (с 1985 года).
Умер 11 июля 1991 года в Нью-Йорке от сердечной недостаточности.

## Научная деятельность
Смит был известен своим острым умом, когда дело касалось религиозных споров. Он постоянно вносил вклад во многие области науки, включая греческую и латинскую классику, Новый Завет, патристику, иудаизм времён Второго храма и талмудический иудаизм. Несмотря на многочисленные обвинения Смита в подложности сделанной им находки, он считался преданным учёным, когда дело доходило до исследований, посвятив пятнадцать лет своей жизни изучению Тайному Евангелию от Марка.

### Письмо из монастыря Мар Саба
В 1941 году находился в поездке Гарвардской школы богословия в Святую Землю. Из-за шедшей Второй мировой войны он был вынужден задержаться в Иерусалиме, где познакомился с предстоятелем Иерусалимской православной церкви патриархом Тимофеем, который провёл для него экскурсию по различным местам, одним из которых оказался монастырь Мар Саба. Находясь там Смит получил доступ к библиотекам монастыря. Несколько лет спустя, в 1958 году, Смит, к этому времени ставший преподавателем в Колумбийском университете, взял творческий отпуск и решил вернуться Мар Саба, поскольку был заинтересован монастырской библиотекой, где царил ужасный беспорядок и полностью отсутствовал сводный каталог хранящихся рукописей.
Работая в библиотеке он обнаружил нашёл книгу содержащую некую рукопись, которую тщательно отфотографировал, а затем оставил там, где нашёл. Смит впервые опубликовал открытие своё в 1960 году, но из-за различных задержек его основные научные труды по этому вопросу не выходили до 1973 года, когда он выпустил книгу, в которой сообщил, что при каталогизации монастырских документов летом 1958 года, им было обнаружено ранее неизвестное письмо Климента Александрийского.
С самого начала, некоторые учёные высказали мнение, что письмо не является подлинным, и что это или древняя, или средневековая подделка. В 1975 году профессор Маркеттского университета Квентин Квеснелл опубликовал обширную статьи в Catholic Biblical Quarterly, где даже предположил, что Смит самостоятельно подделал документ, а затем сфотографировал эту предполагаемую подделку. В свою очередь Смит выступил с гневным опровержение, после чего Квеснелл отказался от каких-либо личных обвинений в адрес Смита.
Также сомнение в подлинности найденной рукописи высказал в своей монографии «Необычные повествования об Иисусе» (англ. Strange Tales about Jesus) Пер Бесков, однако Смит ответил угрозой подать судебный иск на издателя Fortress Press of Philadelphia «за миллион долларов», и издатель внёс поправки в обидный абзац; в 1985 году в новом издании своей книги Бесков особо отметил, что не обвиняет Смита в подлоге.
Смит показывал письмо из Мар Саба британском документальном мини-сериале «Иисус: доказательство», вышедшем в 1984 году на Channel 4.

### Изучение Ветхого Завета
Вкладом Смита в ветхозаветные исследования является монография «Палестинские партии и политики сложившие Ветхий Завет» (англ. Palestinian Parties and Politics That Shaped the Old Testament) вышедшая в 1971 году. Применяя метод формальной критики для воссоздания социальной обстановки в которой складывался Ветхий Завет, Смит выдвинул гипотезу, что в Древнем Израиле шла борьба за власть между двумя партиями. В состав первой входили те, кто исповедовал монолатрию, где главным был Яхве, а вторая придерживалась строго монотеизма исповедуя «только Яхве» и в основном состояла из жрецов Иерусалима, которые стремились установить монополию для Яхве. В Иудейском царстве партия «только Яхве» постоянно была в меньшинстве, хотя временами ей удавалось склонить на свою сторону какого-нибудь правящего царя, как Иосия. Между тем, население в целом, включая большинство царей, оставалось упорно придерживалось многобожия, поклоняясь тем же богам, что и их соседи в Моаве, Аммоне и т. д. В период после вавилонского пленения идея Яхве в качестве единственного Бога Израиля, наконец, восторжествовала, но возникло новое разделение между «сепаратистами», которые хотели, чтобы евреи оставались строго в стороне от своих соседей (это разделение определялось в понятиях чистоты), и «ассимиляторами», которые настаивали на ровных отношениях с ними. В конечном итоге, на закате персидско/раннего эллинистического периода победили «пуристы», была написана современная версия еврейской Библии, и возник современный, ныне легко узнаваемый, иудаизм.

## Научные труды

### Монографии
- Smith M. Tannaitic Parallels to the Gospels (1951)
- Smith M. The Ancient Greeks (1960)
- Smith M., Hadas M.[англ.] Heroes and Gods: Spiritual Biographies in Antiquity (1965)
- Smith M. Palestinian Parties and Politics That Shaped the Old Testament (1971)
- Smith M. Clement of Alexandria and a Secret Gospel of Mark (1973)
- Smith M. The Secret Gospel (1973)
- Smith M., Bickerman E. The Ancient History of Western Civilization (1976)
- Smith M. Jesus the Magician: Charlatan or Son of God?[англ.] (1978)
- Smith M. Hope and History (1980)

### Статьи
- Smith M. On the Authenticity of the Mar Saba Letter of Clement // Catholic Biblical Quarterly[англ.]. — 1976. — Vol. 38. — P. 196–199.

### Научная редакция
- Studies in the Cult of Yahweh. Vol. 1. Historical Method, Ancient Israel, Ancient Judaism. Vol. 2. New Testament, Early Christianity, and Magic / eds. Morton Smith, Shaye J. D. Cohen, 1996
- What the Bible Really Says / eds. Morton Smith, R. Joseph Hoffmann[англ.] (1992).

### Переводы
- The letter of Clement of Alexandria to Theodore

## Интервью
- On The Secret Gospel // Laughing Man. 1981. Vol 2. № 2.

## Награды
- Lionel Trilling Book Award за книгу Jesus the Magician: Charlatan or Son of God?
- Ralph Marcus Centennial Award Общества библейской литературы[англ.]